# VMDK
VMDK (.vmdk) (Virtual Machine Disk) es un formato de archivo que describe los contenedores usados en discos duros virtuales para ser utilizados en máquinas virtuales, generalmente en productos de VMware.

## Historia
Fue desarrollado inicialmente por VMWare para sus productos de virtualización. Sin embargo, con el paso de los años VMDK se terminó convirtiendo en un formato abierto, siendo usado también por alternativas de otros desarrolladores, al mismo tiempo que se convertía en uno de los formatos de disco duro virtual usados en el estándar Open Virtualization Format.
La capacidad máxima de un disco duro virtual en VMDK es de 2TB, aunque en septiembre del 2013, VMware vSphere 5.5 introdujo una capacidad de 62TB.

## Soporte
La lista de programas que soportan este formato es extensa. Entre ellos se encuentran todos los productos de virtualización de VMware (tales como VMware Workstation o VMware Player), VirtualBox y su antecesor Sun xVM, QEMU, Parallels Desktop para Mac y Norton Ghost.